# Claudia (cráter)
Claudia es un pequeño cráter que antiguamente definía el meridiano cero del asteroide (4) Vesta. La convención para definir el meridiano principal de Vesta a partir de Claudia se conoce informalmente como el sistema de coordenadas de Claudia. El equipo de la misión Dawn le puso el nombre de la virgen vestal romana Claudia; el nombre Claudia fue aprobado oficialmente por la Unión Astronómica Internacional el 30 de septiembre de 2011.
Se eligió Claudia por su tamaño pequeño, su nitidez, su facilidad de localización y su proximidad al ecuador. El meridiano principal discurre 4° al oeste. Esto da como resultado un conjunto de cuadrantes cartográficos más lógico que el sistema de coordenadas de la IAU, que varía con el tiempo debido a un error en el cálculo de la posición del polo y se basa en Olbers Regio de 200 km, que está muy mal definida que ni siquiera es visible para la sonda Dawn.
El sistema de coordenadas Claudia fue el utilizado por el equipo de la misión Dawn, la NASA y el Gazetteer of Planetary Nomenclature (GPN) de la Unión Astronómica Internacional. Sin embargo, el sistema de coordenadas Claudia ha sido reemplazado por el sistema Claudia doble-prima (también llamado sistema de coordenadas de datos planetarios), donde Claudia se define en los 146° E. Por lo tanto, el sistema Claudia doble-prima está desplazado 150° al este del sistema de coordenadas Claudia.